# Jamides kawazoei
Jamides kawazoei är en fjärilsart som beskrevs av Hayashi 1976. Jamides kawazoei ingår i släktet Jamides och familjen juvelvingar. Inga underarter finns listade i Catalogue of Life.